# Abramo e Isacco
Abramo e Isacco è una ballata sacra per baritono e orchestra di Igor' Fëdorovič Stravinskij scritta fra il 1962 e il 1963.

## Storia
Nel 1962, durante un suo viaggio in Israele, Stravinskij rimase bene impressionato dall'ospitalità ricevuta e decise di accettare la richiesta fattagli dall'organizzazione del Festival Musicale Israeliano componendo una ballata su argomento biblico. Egli iniziò subito il lavoro con la collaborazione del filosofo Isaiah Berlin che lo aiutò nella la comprensione del testo; l'opera fu terminata il 3 marzo 1963 e Stravinskij la dedicò allo Stato di Israele. La prima esecuzione avvenne il 23 agosto 1964 a Gerusalemme al Binyei HaUma (International Convention Center) diretta da Robert Craft e con il baritono Ephraim Biran, nell'ambito del Festival Musicale Israeliano; l'opera fu poi eseguita a Caesarea ed in seguito a Berlino.

## Analisi
Abramo e Isacco è composta su testo ebraico tratto dalla Genesi e precisamente il capitolo XXII; è in cinque parti eseguite senza soluzione di continuità, segnate soltanto da cambiamenti di tempo. La vicenda viene raccontata dal baritono che qui assume anche la funzione di narratore, rimarcando l'alternanza dei due personaggi soltanto con i cambiamenti di tempo. Il compositore era affascinato dal suono della lingua ebraica e l'utilizzò con un rispetto particolare, come aveva d'altronde già fatto con il latino dell'Oedipus rex. Stravinskij stesso chiese di non tradurre la lingua ebraica qui utilizzata poiché "le sillabe, per accenti e timbro, sono un elemento esattamente fissato ed essenziale della musica. L'accentazione verbale e musicale è identica, incidentalmente, che è cosa rara nella mia musica". La voce del baritono passa da una declamata scansione sillabica del testo ad un canto che utilizza a tratti melismi orientaleggianti. La parte strumentale, dove mancano l'arpa e le percussioni, è assai scarna, spogliata fino all'essenziale; Stravinskij porta qui la tecnica dodecafonica ad una sua personalissima concezione, sia nello spoglio contrappunto che nell'utilizzo, in contrasto, di accordi di sapore classico. 

## Organico
Baritono solista; orchestra composta da due flauti, flauto contralto, oboe, corno inglese, clarinetto, clarinetto basso, due fagotti, corno, due trombe, due tromboni, basso tuba, archi.